# Vesioli (Kanevskaya, Krasnodar)
Vesioli (del ruso: Весëлый) es un posiólok del raión de Kanevskaya del krai de Krasnodar, en Rusia. Está situado a cerca de la orilla izquierda del Sredni Chelbas, tributario del Chelbas, 42 km al este de Kanevskaya y 108 km al nordeste de Krasnodar, la capital del krai. Tenía 376 habitantes en 2010.
Pertenece al municipio Chelbaskoye.